# غزوة الريث
غزوة الريث هو مصطلح يشير لحملتين عسكريتين سعوديتين شنتها ضد قبائل القسم الجبلي في محافظة الريث من منطقة جازان نتيجة مشاكل بين القبائل والادارات الموجوده حينها وكانت الأولى في سنة 1361 هـ في عهد الملك عبد العزيز آل سعود وقادها أمير منطقة جازان آنذاك خالد بن أحمد السديري والثانية في عهد الملك سعود بن عبد العزيز آل سعود وقادها أمير المنطقة آنذاك سليمان بن جبرين في سنة 1375 هـ، ومعه تركي بن محمد بن ماضي أمير منطقة عسير والأمير عبد الله بن فيصل الفرحان آل سعود.

## المصدر
1. ↑  كتاب تاريخ المخلاف السليماني تأليف محمد بن أحمد العقيلي. الطبعة الثالثة (1989). صفحة 1164 وصفحة 1192.